# 花路
《花路》（韓語：꽃 길）是韓國男子音樂組合BIGBANG的數位單曲，由YG娛樂企劃製作，Genie音樂發行，於2018年3月13日成員大聲入伍服役當天下午6時通過各大音樂網站提供數位音樂下載。這首歌曲是對於團隊將有的演藝空白期而感到遺憾的歌迷們特別準備的單曲。

## 背景及預告
繼BIGBANG成員T.O.P與G-Dragon已先後入伍，接下來另外兩名成員太陽、大聲也將分別於3月12日、3月13日各自在江原道鐵原的陸軍第6師團「青星部隊」、江原道華川郡的第27師團「必勝」新兵教育大隊入伍服役，為了安慰面臨暫時離別的歌迷，在2018年3月8日下午，所屬經紀公司YG娛樂發佈BIGBANG將發表此前由所有成員參與尚未發行的歌曲的訊息，YG娛樂為此表示這首歌曲決定配合太陽和大聲的入伍日期在3月13日公開，並說道「這次發表的歌曲是BIGBANG在製作他們的第三張韓語正規專輯《MADE》當時，成員帶著即將入伍的想法創作的歌曲」，而此前在2016年發行《MADE》時，太陽在回歸直播中就曾提到「已經完成但沒有錄製的大概有2首歌曲」，勝利當時也表示「這些沒有公開的歌曲，如果之後有機會，也會給粉絲們聽」，預示著這項計畫。而儘管3月8日僅發佈即將發行新作品的消息，其它如歌曲的曲名、詞曲創作者等相關資訊並未公開，但由於是BIGBANG時隔1年3個月以完整體再度發行的團體音樂作品，因此該訊息釋出後得到了關注並獲媒體大幅報導。
2018年3月10日，YG娛樂通過官方網站發佈預告，正式公開新曲名稱為《花路》（韓語：꽃길），而同步公開的畫報中，五朵顏色殊異的花朵象徵著BIGBANG五名成員永遠團結一心的默契與力量。

## 詞曲
《花路》的詞曲製作資訊與歌曲名稱在2018年3月10日一同公開，在釋出的製作資訊中，這首歌曲由T.O.P和G-Dragon一同填詞，而「花路」一詞是韓國男子團體JYJ在2011年發行的專輯《In Heaven》收錄曲《落葉》所誕生的詞彙，裡面有句歌詞是「花落之後我們重新開始」，歌迷希望他們就像歌詞一樣「未來只有光明，不再走荊棘路、只走花路」，之後也成為韓國粉絲對演藝人員的應援流行用語之一，意指「走在一條花開的路上」，有祝福「以後都很順利、只會發生好的事」的意思，而BIGBANG發行的《花路》是用以慰藉即將面臨暫時離別的歌迷們的歌曲，比如G-Dragon在歌曲開頭寫道「那時候真的很好，只要能和你在一起」、「有時也會孤獨悲傷，但只要能和你一起」、「這不是我們的最後，待花開之時定要再次相遇」等語句用歌詞寫出對粉絲們的心意及傳達了希望大家等待的心情。作曲及編曲則是由G-Dragon與曾製作BIGBANG子團體GD X TAEYANG單曲《Good Boy》、太陽第二張正規專輯《Rise》收錄曲《Stay With Me》等歌曲的The Fliptones負責，《花路》的曲風以靈魂樂和节奏布鲁斯風格為主軸。

## 評論聲譽
美國《告示牌雜誌》、《時代雜誌》和《英國廣播公司》均對BIGBANG的新曲進行了大篇幅報導，其中《告示牌雜誌》專欄記者塔瑪·赫爾曼（Tamar Herman）對《花路》進行了分析評價，他說道「BIGBANG驚喜公開了新曲，徹底走上了『花路』」，並稱「這首歌曲是考慮到BIGBANG因入伍而出現的空窗期，暫時給歌迷們的最後一次問候」，接著盛讚「BIGBANG在2007年後成長為韓國流行音樂最具影響力的人物，通過組合和個人活動在韓國和國際上均留下了不俗的成績」給予了好評。

## 商業成績
《花路》在2018年3月13日下午6時通過各大數位音樂網站公開，在線上銷售的商業表現，這首單曲在發行當天便取得紐西蘭、巴西、新加坡、香港、臺灣等28個國家與地區的iTunes單曲排行榜冠軍，同時在iTunes全球歌曲榜及歐洲歌曲榜分別居於榜首，在Apple Music的全球歌曲榜則登上第133名的位置。而在韓國，《花路》推出1小時後，在榜單首次更新期間空降韓國六大數位音樂網站其中的MelOn、Genie、Bugs、Naver和Soribada排行榜冠軍，在Mnet榜單位居第2名，發行兩小時後，在晚間8時成功取得六大音樂網站排行榜均第1名的成績，20小時後則在iChart榜單上達成「All-Kill」。而根據MelOn公開的收聽人數，《花路》的音源釋出後首小時收聽人數為92,916人，24小時內收聽人數則達到1,269,006人，這不僅刷新了正規三輯《MADE》主打曲《Fxxk It》所維持的自身最高收聽人數記錄（24小時1,210,585收聽人數），同時也打破了韓國團體於MelOn的歷年收聽記錄與該音樂平臺改版後的歌手收聽記錄。
在中國，這支單曲截至3月17日上午於中國最大的音樂流媒體平臺QQ音樂已銷售了100萬8,607張唱片，從發行日起僅三天14個小時便突破百萬銷量，是韓國藝人中的最短記錄，而《花路》也是繼「Made Series」企劃中的《D》、《E》及在2016年推出的該系列結尾作《MADE》後連續四張專輯突破百萬，若再加上G-Dragon的個人專輯《權志龍》就是BIGBANG連續五張專輯達成這項目標。該單曲同時榮登QQ音樂的綜合新曲排行榜和流行指數排行榜冠軍。
一星期後，《花路》於3月19日實現了在iChart榜單上達成「Perfect All-Kill」的紀錄，並綜合當週在韓國的整體成績，以74,232,321指數，登上加翁單曲週榜第一名的位置
，同時它也拿下該排行榜的下載週榜及背景音樂週榜冠軍，而於《告示牌》在韓國開設的「告示牌」冠名音樂排行榜韓國流行音樂百大單曲榜則取得第2名。國際的部分，在日本以20,170份的銷售量登上Oricon公信榜單曲榜第3名，《花路》也在《日本告示牌》的熱門100金曲榜位列第10名。在美國，根據尼爾森音樂統計，這支單曲截至3月15日已售出5千份，並榮登美國告示牌世界單曲銷售榜冠軍，成為BIGBANG第四首在榜單前列榜首的歌曲。

## 爭議
2018年3月19日，據韓國媒體《亞洲經濟》報導顯示，該報導談及《花路》發行後的隔天，T.O.P目前服兵役中的首爾龍山廳便接到首爾地方兵務廳詢問，目前正以社會服務要員服役中的T.O.P是否違反兼職及營利活動的相關規定。
根據韓國兵務廳「社會服務要員服務管理條例」第28條，社會服務要員無法兼職，且T.O.P現行的軍人身分也不得進行營利活動。對此，T.O.P表示，該曲是於2015年至2016年錄製完畢的歌曲，對於《花路》的音源會被YG娛樂發行一事並不知情，而YG娛樂事發後澄清「這首歌曲是在T.O.P入伍前錄製一事眾所皆知，且該事實早已向媒體公開告知大眾，無法理解為何會有此問題」，其經紀公司代表梁鉉錫則於個人社群網站Instagram上傳一部影片並附言寫道「#BIGBANG#花路#FLOWERROAD#2016年12月13日#VLIVE#2年前錄製的歌曲#PERFECT_ALLKILL#時隔2年盛開的花路」，而該影片為2016年12月13日BIGBANG五名成員於V LIVE的直播片段。影片中成員們談及「未公開的歌曲，未來有機會的話會讓大家聽」，證實了《花路》是T.O.P服兵役前便已錄製完畢的歌曲。
而首爾龍山廳的相關人士透露，已向T.O.P要求確認其所屬經紀公司YG娛樂的合約，並表示這是為了確認合約中的契約時間，以及音源的持有權相關內容。
2018年4月5日，《No Cut News》獨家報導了一則新聞，該媒體表示首爾地方兵務廳已交接了相關事件，指出該名社會服務要員徵召前製作的音源不是兼職審批的對象，因為不做和音源相關的活動所以不能說是違反了禁止兼職的規定。而首爾龍山廳相關人員也回應道「首爾地方兵務廳在3月27日以回信告知他們，表示通過確認程序後T.O.P未違反禁止兼職的規定」，因此以T.O.P為首的所有BIGBANG成員擺脫了《花路》音源的爭議。

## 排行榜
| 音源榜（2018） | 《花路》排行榜峰值                                            | 《花路》排行榜峰值 | 《花路》排行榜峰值 | 《花路》排行榜峰值 | 來源   |
| 音源榜（2018） | 實時榜                                                        | 日榜               | 週榜               | 月榜               | 來源   |
| --- | ------------------------------------------------------------- | ------------------ | ------------------ | ------------------ | ------ |
| iChart | 1                                                             |                    | 1                  |                    |        |
| Melon | 1                                                             | 1 18               | 1 3                | 3                  | [ 45 ] |
| Genie | 1                                                             | 1 10               | 1 2                | 6                  | [ 46 ] |
| Bugs | 1                                                             | 1 8                | 1 2                |                    | [ 47 ] |
| Mnet | 1                                                             | 1 8                | 1                  | 2                  | [ 48 ] |
| Naver | 1                                                             | 1 10               | 1 2                | 4                  | [ 49 ] |
| Soribada | 1                                                             | 1 10               | 1 2                | 4                  | [ 50 ] |
| \| - 上標字「2」：兩天或兩週冠軍 - 上標字「3」：三天或三週冠軍 - 上標字「4」：四天或四週冠軍 - 上標字「5」：五天或五週冠軍 - 以上以此類推 \| - 「*」：打榜中 - 「/」：未入榜 - 「 」：該段時期未設立排行榜 \| |                                                               |                    |                    |                    |        |
| - 上標字「2」：兩天或兩週冠軍 - 上標字「3」：三天或三週冠軍 - 上標字「4」：四天或四週冠軍 - 上標字「5」：五天或五週冠軍 - 以上以此類推                                                                        | - 「*」：打榜中 - 「/」：未入榜 - 「 」：該段時期未設立排行榜 |                    |                    |                    |        |

| - 上標字「2」：兩天或兩週冠軍 - 上標字「3」：三天或三週冠軍 - 上標字「4」：四天或四週冠軍 - 上標字「5」：五天或五週冠軍 - 以上以此類推 | - 「*」：打榜中 - 「/」：未入榜 - 「 」：該段時期未設立排行榜 |

| 電視台 | 音樂節目名稱                            | 入榜歌曲 |
| 電視台 | 音樂節目名稱                            | 《花路》 |
| --- | --------------------------------------- | -------- |
| Mnet | M! Countdown                            | /        |
| KBS2 | 音樂銀行                                | 3        |
| MBC | Show! 音樂中心                          | 2        |
| SBS | 人氣歌謠                                | 3        |
| SBS MTV | THE SHOW                                | /        |
| MBC Music | Show Champion                           | 3        |
| \| - 「(1)」：兩星期冠軍 - 「[1]」：三星期冠軍 - 「{1}」：四星期冠軍 \| - 「/」表示未有相關資料 - 「*」：打榜中 \| |                                         |          |
| - 「(1)」：兩星期冠軍 - 「[1]」：三星期冠軍 - 「{1}」：四星期冠軍                                                  | - 「/」表示未有相關資料 - 「*」：打榜中 |          |

| - 「(1)」：兩星期冠軍 - 「[1]」：三星期冠軍 - 「{1}」：四星期冠軍 | - 「/」表示未有相關資料 - 「*」：打榜中 |

### 榜單表現
週榜單
| 榜單（2018年）                       | 峰值 |
| ------------------------------------ | ---- |
| 中國巔峰榜·熱歌（QQ音樂）            | 1    |
| 中國巔峰榜·韓國（QQ音樂）            | 1    |
| 法國熱門下載單曲榜（SNEP）           | 125  |
| 日本單曲榜（公信榜）                 | 3    |
| 日本熱門100金曲榜（日本告示牌）      | 10   |
| 日本下載歌曲榜（日本告示牌）         | 3    |
| 日本流媒體歌曲榜（日本告示牌）       | 96   |
| 韓國單曲榜（加翁）                   | 1    |
| 韓國下載榜（加翁）                   | 1    |
| 韓國串流媒體榜（加翁）               | 3    |
| 韓國背景音樂榜（加翁）               | 1    |
| 韓國手機鈴聲榜（加翁）               | 2    |
| 韓國流行音樂百大單曲榜（韓國告示牌） | 2    |
| 美國世界單曲銷售榜（告示牌）         | 1    |

## 銷售
| 國家或地區 | 銷量       |
| ---------- | ---------- |
| 中國       | 1,500,000+ |
| 日本       | 20,170+    |
| 美國       | 5,000+     |

## 獲獎與提名

### 甜瓜人氣獎（Melon Popularity Award）
| 年份   | 獎項                  | 結果 | 來源   |
| ------ | --------------------- | ---- | ------ |
| 2018年 | 每週人氣獎（3月26日） | 獲獎 | [ 66 ] |
| 2018年 | 每週人氣獎（4月2日）  | 獲獎 | [ 66 ] |

## 發行歷史
| 發行地區 | 發行日期      | 發行形式     | 廠牌              |
| -------- | ------------- | ------------ | ----------------- |
| 全球     | 2018年3月13日 | 數位音樂下載 | YG娛樂、Genie音樂 |
|          | 2018年3月13日 | 數位音樂下載 | YG娛樂、Genie音樂 |
| 日本     | 2018年3月15日 | 數位音樂下載 | YGEX              |